# 花冠

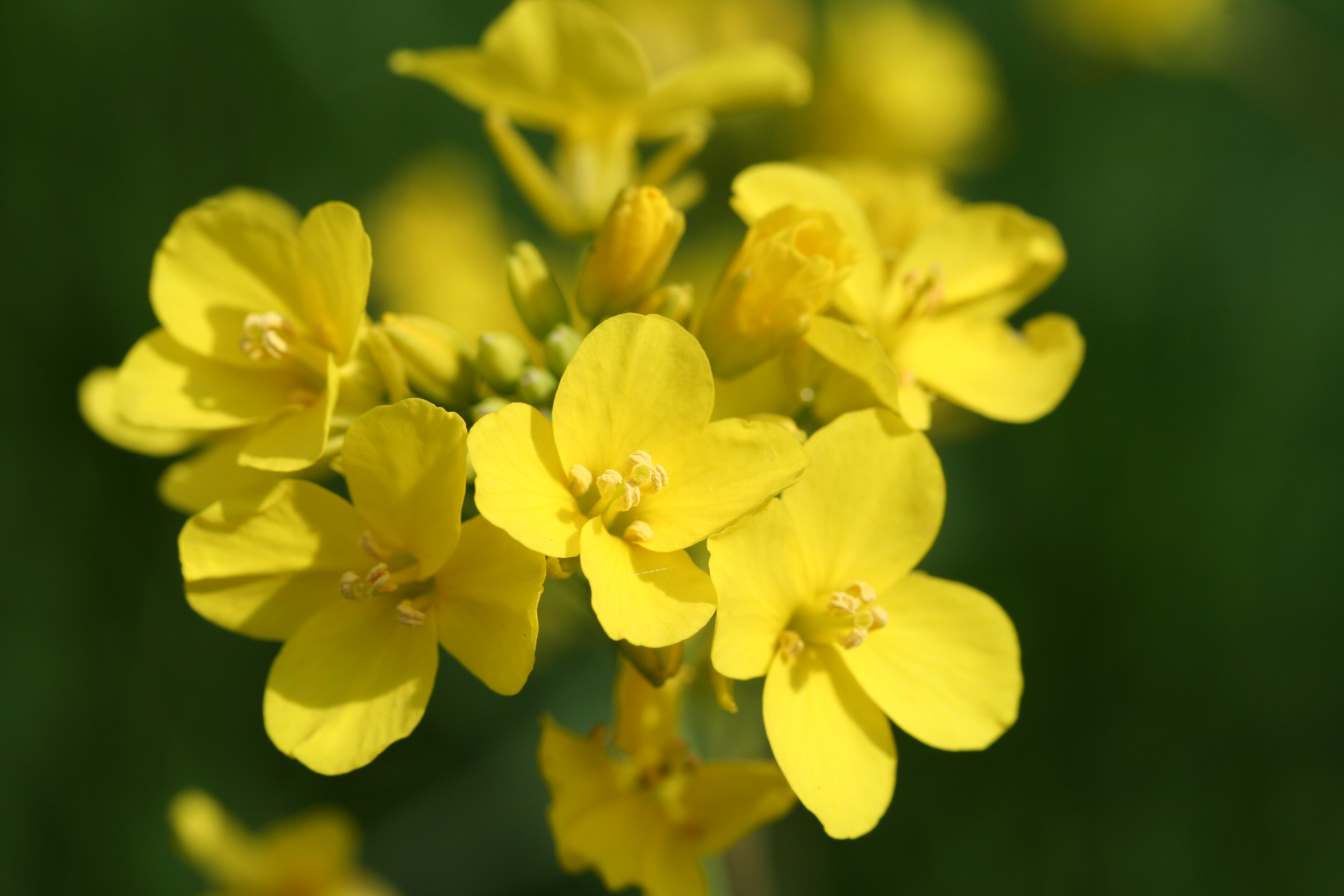
十字形花冠

花冠（corolla）是一朵花中所有花瓣的总称，为花部（flower parts）四轮构造的第二轮，绝大多数情况下位于花萼的内侧，雄蕊外侧。
颜色鲜艳或有气味的花冠，常用於吸引昆蟲傳播花粉，系对虫媒的适应。花冠还可发挥对非生物性因素的适应性功能，例如保护花粉免受雨水浸蚀（朝鲜白头翁、珙桐），紫外线辐射损伤（部分高山植物），或干燥失活（辣木属）。花冠的大小和形状都会对花粉活力的持久性和传播的效率造成影响。

## 形态构造
各个花瓣彼此都完全独立分离的花冠，称为离瓣花冠；这种花称为离瓣花，如：十字形花冠的油菜花。
各个花瓣彼此相连愈合或只有基部连接合生在一起的花冠，称为合瓣花冠；这种花称为合瓣花，如：牵牛花。合瓣花全部或下部连合的部分称为花冠筒（corolla tube）；而合瓣花上部分离的部分，称为花冠裂片（corolla lobe）。
花冠依照其形狀可分為輪狀（Rotate）、壺狀（Urceolate） 、鐘狀（Campanulate；桔梗属等） 、筒狀（Tubular） 、盆狀（Salverform） 、漏斗狀（Funnelform） 、舌狀（Ligulate；菊科等） 、蝶狀（Papilionaceus；豆科等） 、唇形（Labiate；唇形科等）等。
1. ↑  Mao, Yun‐Yun; Huang, Shuang‐Quan. . New Phytologist. 2009-08, 183 (3): 892–899. doi:10.1111/j.1469-8137.2009.02925.x.
2. ↑  Huang, Shuang‐Quan; Takahashi, Yoshitaka; Dafni, Amots. . American Journal of Botany. 2002-10, 89 (10): 1599–1603. doi:10.3732/ajb.89.10.1599.
3. ↑  Sun, Ji‐Fan; Gong, Yan‐Bing; Renner, Susanne S.; Huang, Shuang‐Quan. . The American Naturalist. 2008-01, 171 (1): 119–124. doi:10.1086/523953.
4. ↑  Flint, Stephan D.; Caldwell, Martyn M. . American Journal of Botany. 1983-10, 70 (9): 1416–1419. doi:10.1002/j.1537-2197.1983.tb07931.x.
5. ↑  Zhang, Chan; Yang, Yong-Ping; Duan, Yuan-Wen. . Scientific Reports. 2014-03-31, 4 (1). doi:10.1038/srep04520.
6. ↑  Vaknin, Yiftach; Eisikowitch, Dan; Mishal, Adina. . Agronomy. 2021-05-27, 11 (6): 1090. doi:10.3390/agronomy11061090.
7. ↑  Makowski, Hanna; Scott, Emily; Lamb, Keric; Galloway, Laura F. . Annals of Botany. 2024-12-31, 134 (6): 1027–1036. doi:10.1093/aob/mcae139.